# Контрада Сопраканале
Контрада Сопраканале је насеље у Италији у округу Агриђенто, региону Сицилија.
Према процени из 2011. у насељу је живело 56 становника. Насеље се налази на надморској висини од 270 м.